# Virginia Oldoini di Castiglione

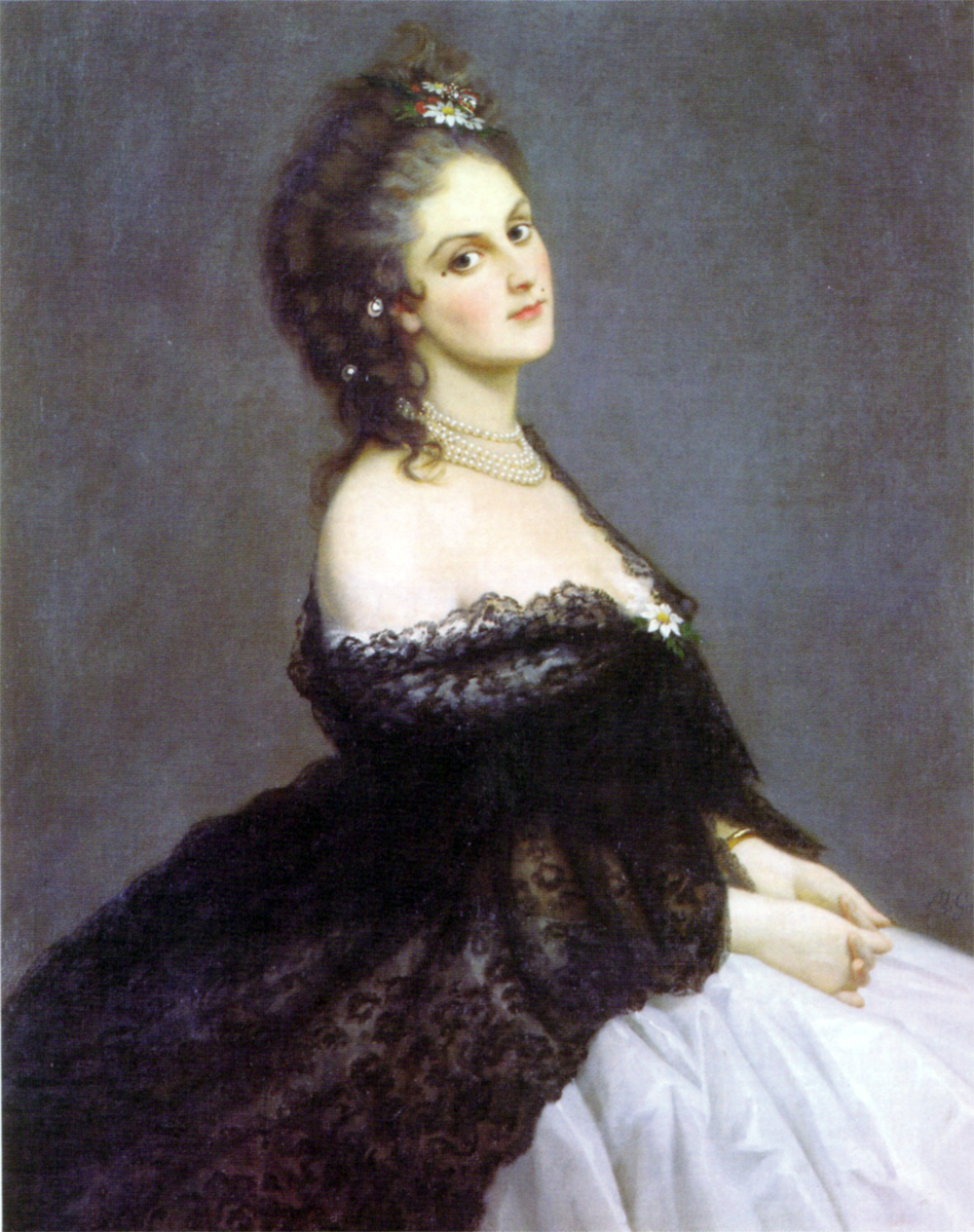
Michele Gordigiani: Virginia Oldoini, Gravin di Castiglione, 1862

Virginia Oldoini, Contessa di Castiglione, voluit Virginia Elisabetta Luisa Carlotta Antonietta Teresa Maria Oldoïni, (Florence, 22 maart 1837 – Parijs, 28 november 1899) was een Italiaanse gravin, courtisane en de maîtresse van de Franse keizer Napoleon III. Daarnaast wordt ze wel het eerste fotomodel uit de geschiedenis van de fotografie genoemd, op grond van een reeks spraakmakende portretten die fotograaf Pierre-Louis Pierson van haar maakte in de periode 1856-1867.

## Leven
Oldoini was de dochter van de markies Filippo Oldoini en zijn vrouw Isabella Lamporecchi, kreeg een goede opleiding en sprak vloeiend vier talen. Ze gold al op jonge leeftijd als een van de mooiste meisjes binnen de Europese aristocratie en werd wel La Perla d'Italia genoemd. Op haar zeventiende huwde ze de twaalf jaar oudere graaf Francesco Verasis di Castiglione, waaraan ze haar bijnaam La Castiglione ontleende. Ze kregen samen een zoon, Giorgio.

Pierre-Louise Pierson: Scherzo di Follia (1863-1866)

Via de neef van haar man, Camillo Benso, graaf van Cavour, werd La Castiglione geïntroduceerd aan het hof van Savoye, waar ze al snel de aandacht trok van koning Victor Emanuel II. Di Cavour, die minister-president van Piëmont-Sardinië was, merkte haar bijzondere 'talent' om anderen te behagen op en introduceerde haar vervolgens ook aan het hof van de Franse keizer Napoleon III. Ze moest het vertrouwen van de keizer winnen en om hem er vervolgens van te overtuigen dat Frankrijk samen met Italië positie moest kiezen tegen Oostenrijk. Deze opzet slaagde wonderwel. Napoleon III en La Castiglione kregen een affaire en na het einde van de Krimoorlog in 1855 wist zij hem ervan te overtuigen Piëmont-Sardinië aan de vredesbesprekingen deel te laten nemen, samen met de grootmachten Frankrijk, Engeland en Turkije.
La Castiglione zou van 1855 tot 1857 Napoleons maîtresse zijn, een liaison die niet geheim bleef en in die tijd zeer spraakmakend was, niet in de laatste plaats vanwege haar als uitzonderlijk beschreven schoonheid. In deze periode werd ze ingevoerd in de hoogste Europese kringen en maakte ze kennis met beroemdheden als Augusta van Saksen-Weimar-Eisenach, Otto von Bismarck en Adolphe Thiers. Met haar bijzondere charme maakte ze grote indruk in de 'beau monde', met name ook door haar flamboyante 'entrees' aan het hof in meestal uitzonderlijk weelderige kledij. Van haar ogen werd gezegd dat ze voortdurend van kleur veranderden, van groen naar diep-blauw.
Eind 1857 keerde La Castiglione terug naar het nieuwe koninkrijk Italië, maar in 1861 vestigde ze zich in het 16e arrondissement van Parijs, in een luxe villa. Later zou ze een stadswoning in de binnenstad betrekken aan de Place Vendôme. Ze leefde te midden van een vaste vriendenkring binnen de 'beau monde', bleef veel reizen en was later ook gekend om haar lange nachtelijke wandelingen door Parijs. Ze stierf in 1899, 62 jaar oud, en werd begraven op het Cimetière du Père-Lachaise.

## Fotomodel
La Castiglione maakte ook naam door een beladen, bijna obsessieve reeks van vierhonderd foto's die de Franse hoffotograaf Pierre-Louis Pierson van haar maakte, eerst in 1856-1857 en later tussen 1861 en 1867. De portretten tonen haar in uiteenlopende uitdossingen, waarop zij taferelen uit de volkscultuur en uit haar eigen leven uitbeeldt, soms met pikante close-ups van haar blote benen, die in de tijd dat zij de maîtresse van Napoleon III was alom geroemd werden om hun schoonheid. Een bijzondere plek in de geschiedenis van de fotografie kreeg het portret Scherzo di Follia (1863-1866), waarop ze het oog van de camera imiteert met een fotolijstje voor haar oog, aldus de schoonheid en expressiviteit ervan benadrukkend en tegelijkertijd haar ouder wordende gezicht verbergend. Het wijst vooruit naar de semantische dubbelzinnigheid van de surrealistische collagefotografen uit de twintigste eeuw die de fantasmagorische kwaliteiten van de fotokunst benadrukten, omdat zij de onbewuste verlangens van de geportretteerde of de kijker zouden blootleggen.

## Trivia
- De Franse symbolist Robert de Montesquiou (1855-1921) werkte dertien jaar lang aan de biografie van La Castiglione, die hij in 1913 onder de titel La Divine Comtesse publiceerde. De Montesquiou bezat ook een grote verzameling foto's van haar, die in 1975 werden verworven door het Metropolitan Museum of Art in New York.
- In 1955 werd het leven van Gravin di Castiglione verfilmd als La Contessa di Castiglione, met Yvonne De Carlo in de hoofdrol.
- In La Spezia, op de Piazza San Agostino, staat sinds 2000 de buste van La Castiglione, naar haar portret Scherzo di Follia.

## Galerij

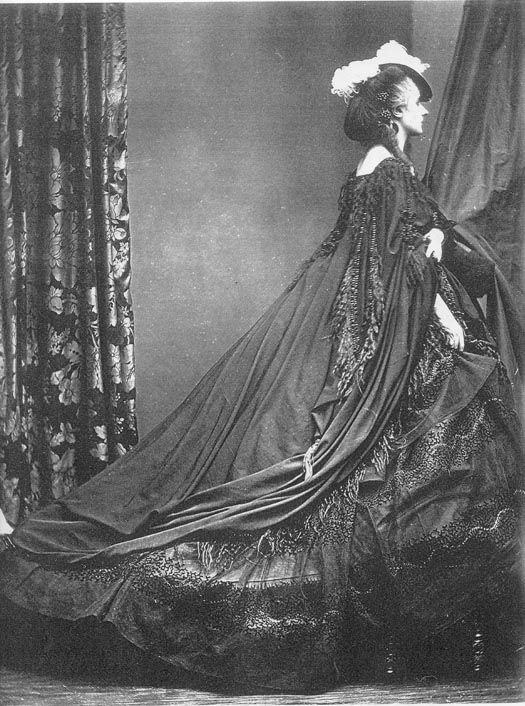
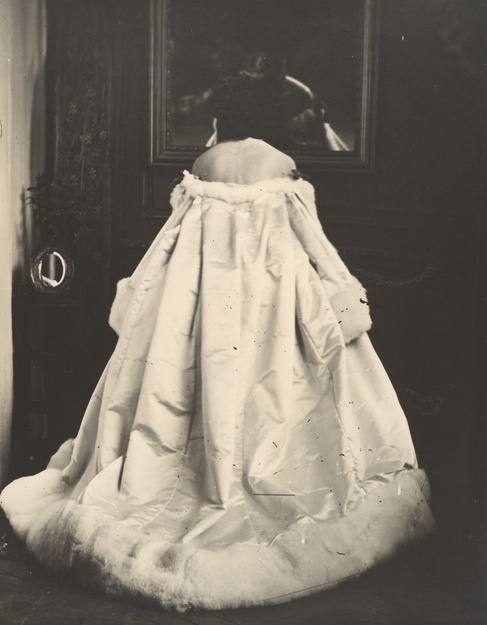
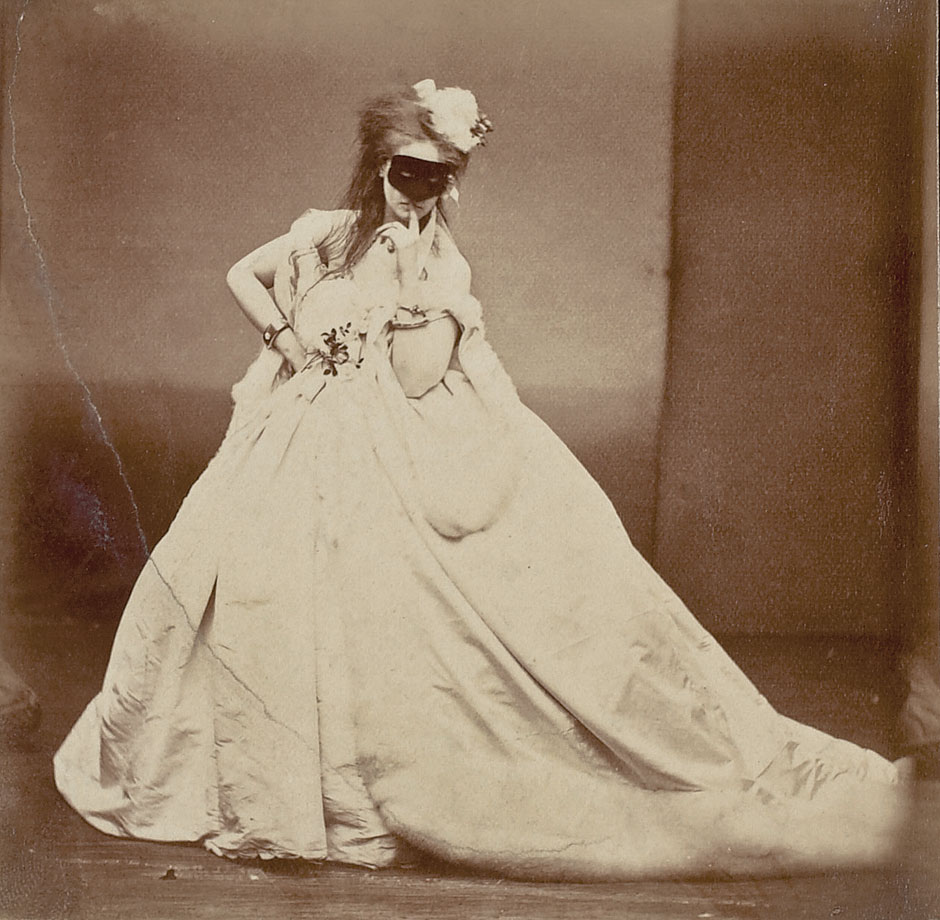
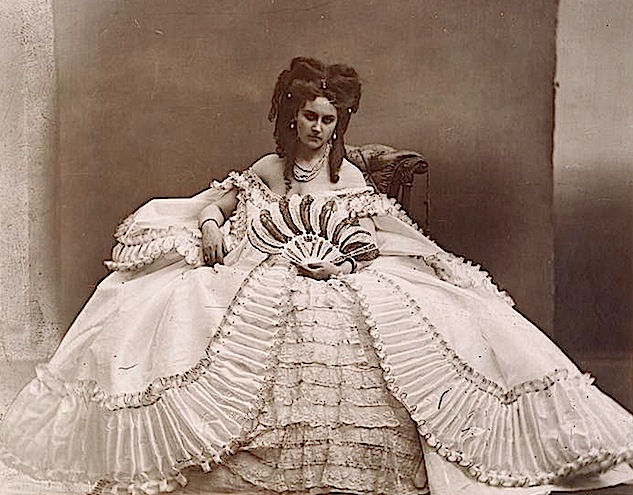
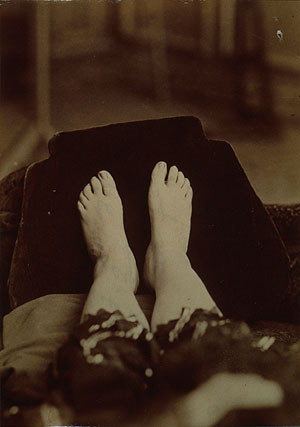